# Piero Persico
Piero Persico (Bergamo, 2 gennaio 1930 – San Benedetto del Tronto, 9 agosto 2014) è stato un calciatore e allenatore di calcio italiano, di ruolo portiere.
Ha giocato in Serie A fra il 1954 ed il 1956 nella SPAL.

## Carriera

### Calciatore

Persico, portiere della, nel campionato di Serie A 1955-1956.

Cresciuto nell'Atalanta, viene ceduto in prestito al Sebinia Lovere, con cui partecipa al campionato di Serie C 1947-1948. Rientrato a Bergamo, esordisce in Serie A nella stagione 1948-1949. La sua avventura in nerazzurro termina con due presenze, nelle quali incassa sette gol totali.
Al termine della stagione passa alla Sambenedettese in Serie C. Fra il 1954 ed il 1956 giocò in Serie A nella SPAL di Paolo Mazza, collezionando 46 presenze nella massima serie e sostituendosi nel ruolo di titolare a Renato Bertocchi.
Fra il 1956 ed il 1959 andò in Serie B dove giocò tre stagioni con il Cagliari (la prima delle quali in prestito), per poi tornare in Serie C con l'Ascoli fra il 1959 ed il 1961.
Al termine di quel campionato salì di nuovo in Serie B con la Lucchese e vi rimase due stagioni, finché nel 1963 fu acquistato dalla Reggina, con la quale giocò due anni in Serie C e due in Serie B, collezionando in tutto 103 presenze. Con la Reggina nella stagione 1964-1965 conquistò la prima promozione in Serie B della storia della società, che nella stagione successiva sfiorò la Serie A.
In carriera ha totalizzato complessivamente 46 presenze in Serie A e 185 in Serie B.

### Allenatore
Negli anni successivi fu allenatore in seconda della Reggina e ricoprì anche il ruolo di allenatore della squadra amaranto a partire dal gennaio 1971. È stato inoltre nello staff tecnico della Sambenedettese allenando i portieri e assumendo la responsabilità della prima squadra in più occasioni. In questo periodo allenò e contribuì alla crescita di portieri come Tancredi, Tacconi nonché Zenga.
Ha allenato molte squadre in Calabria, come il Roccella, militante in Promozione tra gli anni settanta e ottanta. Successivamente è stato allenatore dei portieri del Perugia. Era proprietario di un albergo a San Benedetto del Tronto.

## Statistiche

### Presenze e reti nei club
| Stagione              | Squadra               | Campionato            | Campionato | Campionato | Coppe nazionali | Coppe nazionali | Coppe nazionali | Coppe continentali | Coppe continentali | Coppe continentali | Altre coppe | Altre coppe | Altre coppe | Totale | Totale |
| Stagione              | Squadra               | Comp                  | Pres       | Reti       | Comp            | Pres            | Reti            | Comp               | Pres               | Reti               | Comp        | Pres        | Reti        | Pres   | Reti   |
| --------------------- | --------------------- | --------------------- | ---------- | ---------- | --------------- | --------------- | --------------- | ------------------ | ------------------ | ------------------ | ----------- | ----------- | ----------- | ------ | ------ |
| 1947-1948             | Sebinia Lovere        | C                     | ?          | ?          | -               | -               | -               | -                  | -                  | -                  | -           | -           | -           | ?      | ?      |
| 1948-1949             | Atalanta              | A                     | 2          | -7         | -               | -               | -               | -                  | -                  | -                  | -           | -           | -           | 2      | -7     |
| 1949-1950             | Sambenedettese        | C                     | 39         | ?          | -               | -               | -               | -                  | -                  | -                  | -           | -           | -           | 39     | ?      |
| 1950-1951             | Sambenedettese        | C                     | 27         | ?          | -               | -               | -               | -                  | -                  | -                  | -           | -           | -           | 27     | ?      |
| 1951-1952             | Sambenedettese        | C                     | 33         | ?          | -               | -               | -               | -                  | -                  | -                  | -           | -           | -           | 33     | ?      |
| 1952-1953             | Sambenedettese        | C                     | 34         | ?          | -               | -               | -               | -                  | -                  | -                  | -           | -           | -           | 34     | ?      |
| 1953-1954             | Sambenedettese        | C                     | 25         | ?          | -               | -               | -               | -                  | -                  | -                  | -           | -           | -           | 25     | ?      |
| Totale Sambenedettese | Totale Sambenedettese | Totale Sambenedettese | 158        | ?          |                 | -               | -               |                    | -                  | -                  |             | -           | -           | 158    | ?      |
| 1954-1955             | SPAL                  | A                     | 25         | -35        | -               | -               | -               | -                  | -                  | -                  | -           | -           | -           | 25     | -35    |
| 1955-1956             | SPAL                  | A                     | 21         | -27        | -               | -               | -               | -                  | -                  | -                  | -           | -           | -           | 21     | -27    |
| Totale SPAL           | Totale SPAL           | Totale SPAL           | 46         | -62        |                 | -               | -               |                    | -                  | -                  |             | -           | -           | 46     | -62    |
| 1956-1957             | Cagliari              | B                     | 26         | -22        | -               | -               | -               | -                  | -                  | -                  | -           | -           | -           | 26     | -22    |
| 1957-1958             | Cagliari              | B                     | 30         | -37        | -               | -               | -               | -                  | -                  | -                  | -           | -           | -           | 30     | -37    |
| 1958-1959             | Cagliari              | B                     | 35         | -46        | CI              | ?               | ?               | -                  | -                  | -                  | -           | -           | -           | 35     | -46    |
| Totale Cagliari       | Totale Cagliari       | Totale Cagliari       | 91         | -105       |                 | ?               | ?               |                    | -                  | -                  |             | -           | -           | 91     | -105   |
| 1959-1960             | Ascoli                | C                     | 31         | ?          | -               | -               | -               | -                  | -                  | -                  | -           | -           | -           | 31     | ?      |
| 1960-1961             | Ascoli                | C                     | 26         | ?          | -               | -               | -               | -                  | -                  | -                  | -           | -           | -           | 26     | ?      |
| ago. 1961             | Ascoli                | C                     | 3          | ?          | -               | -               | -               | -                  | -                  | -                  | -           | -           | -           | 3      | ?      |
| Totale Ascoli         | Totale Ascoli         | Totale Ascoli         | 60         | ?          |                 | -               | -               |                    | -                  | -                  |             | -           | -           | 60     | ?      |
| nov. 1961-1962        | Lucchese              | B                     | 27         | ?          | CI              | ?               | ?               | -                  | -                  | -                  | -           | -           | -           | 27     | ?      |
| 1962-1963             | Lucchese              | B                     | 26         | ?          | CI              | ?               | ?               | -                  | -                  | -                  | -           | -           | -           | 26     | ?      |
| Totale Lucchese       | Totale Lucchese       | Totale Lucchese       | 53         | ?          |                 | ?               | ?               |                    | -                  | -                  |             | -           | -           | 53     | ?      |
| 1963-1964             | Reggina               | C                     | 34         | ?          | -               | -               | -               | -                  | -                  | -                  | -           | -           | -           | 34     | ?      |
| 1964-1965             | Reggina               | C                     | 28         | ?          | -               | -               | -               | -                  | -                  | -                  | -           | -           | -           | 28     | ?      |
| 1965-1966             | Reggina               | B                     | 34         | ?          | CI              | ?               | ?               | -                  | -                  | -                  | -           | -           | -           | 34     | ?      |
| 1966-1967             | Reggina               | B                     | 7          | ?          | CI              | ?               | ?               | -                  | -                  | -                  | -           | -           | -           | 7      | ?      |
| Totale Reggina        | Totale Reggina        | Totale Reggina        | 103        | ?          |                 | ?               | ?               |                    | -                  | -                  |             | -           | -           | 103    | ?      |
| Totale carriera       | Totale carriera       | Totale carriera       | 513        | ?          |                 | ?               | ?               |                    | -                  | -                  |             | -           | -           | 513    | ?      |

## Palmarès

### Club

#### Competizioni nazionali
- Serie C: 1

Reggina: 1964-1965